# Catarévussa
Catarévussa (em grego: kαθαρεύουσα, transl. katharewoussa - lit. "língua purificada") é uma forma da língua grega criada no início do século XIX por Adamántios Koraís (1748-1833). 
Korais rejeitava a influência bizantina na língua grega e era um crítico fervoroso da "ignorância do clero" e a sua submissão ao Império Otomano. A catarévussa foi concebida para expurgar do grego os aportes estrangeiros, sem, porém, voltar ao grego antigo.  
Após a Segunda Guerra Mundial, um amplo e longo debate político opunha os defensores da forma popular do grego, o grego demótico (em grego: δημοτική, [dimoktikí]), aos partidários da catarévussa. A catarévussa recebeu estatuto de língua oficial em 1830 na Grécia, mas nunca se tornou uma língua de uso corrente - não era de fato uma língua popular, e somente em 1976 foi substituída pelo grego demótico.